# Ротенберг, Игорь Аркадьевич
Игорь Арка́дьевич Ротенбе́рг (род. 9 мая 1973, Ленинград) — российский предприниматель. В апреле 2018 года включён в санкционный список США в числе 17 чиновников и 7 бизнесменов из России, а также находится под санкциями ЕС, Великобритании, США, Канады, Швейцарии, Австралии, Японии, Украины, Новой Зеландии. По версии Forbes в 2018 году занимал 95-е место в рейтинге богатейших бизнесменов России с состоянием 1,1 млрд долларов.

## Биография
Игорь Аркадьевич Ротенберг родился 9 мая 1973 года в Ленинграде в семье Аркадия Романовича Ротенберга.
В 2002 году окончил Высшую школу приватизации и предпринимательства.
В 2002—2003 годах — заместитель руководителя департамента имущества топливно-энергетического комплекса Минимущества России.
В 2003—2004 годах — начальник управления имущества транспорта и связи Минимущества России
В 2004—2005 годах — вице-президент ОАО «РЖД» — начальник департамента управления имуществом и организационных структур.
В 2005 году диссертационным советом Санкт-Петербургского университета МВД России присуждена ученая степень кандидата юридических наук. Тема диссертации — «Недвижимое имущество как объект гражданских прав».
С 2006 года — председатель Совета директоров ОАО «Эн Пи Ви Инжиниринг».
С 2004 года по 2015 год — председатель совета директоров ООО КБ «Северный морской путь» («СМП Банк»).
С 2010 года — председатель Совета директоров ОАО «Теплоэнергетическая компания Мосэнерго».
С 2014 года — председатель Совета директоров ООО «Газпром бурение».
6 апреля 2018 года был включён в санкционный список США в числе 17 чиновников и 7 бизнесменов из России.
10 сентября 2018 года Дмитрий Медведев создал комиссию по модернизации экономики и инновационному развитию России, в которую вошёл Игорь Ротенберг.
15 марта 2019 года включён в санкционный список Канады.
С 24 июня 2021 находится под санкциями Украины.
С 8 апреля 2022 года находится под санкциями всех стран Европейского союза.
С 22 февраля 2022 года находится под санкциями Великобритании.
С 26 февраля 2022 года находится под санкциями Австралии.
С 8 марта 2022 года находится под санкциями Японии.
С 18 марта 2022 года находится под санкциями Новой Зеландии.
С 13 апреля 2022 года находится под санкциями Швейцарии.

## Бизнес-активы
Игорь Ротенберг является совладельцем следующих компаний:
- «ПЛАТОН» взимание платы с грузовиков
- «Газпром бурение»[15][16]
- АО «ТЭК Мосэнерго»
- ООО «Национальные телематические системы»[17]
- ИТЦ «Сканэкс»[18]
- ООО «ГЛОСАВ»[4]
- ТРЦ «Авиапарк»[19]
- ООО «РТ Инвест транспортные системы»[20]

В феврале 2017 года получил 46,2 % акций Тульского патронного завода. В апреле 2019 года снизил долю до 20,23 %.
На начало 2018 года Ротенбергу принадлежало 50 % компании «РТ-Инвест Транспортные системы» (головная компания «ТПС Недвижимости»), 78,7 % нефтесервисной компании «Газпром бурение» и 78,7 % подрядчика «ТЭК Мосэнерго».
Как пишет РБК, за неделю до попадания в санкционный список США вышел из состава акционеров девелоперской компании TPS Real Estate (владел долей с 2014 года), новым совладельцем стала его сестра Лилия Ротенберг После попадания в санкционный список Ротенберг также сократил свою долю в «РТ-Инвест транспортные системы».

## Семья
Женат, четверо детей.